# Walden (Familienname)
Walden ist ein überwiegend englischer Familienname.

## Namensträger
- Arthur Hay, 9. Marquess of Tweeddale (1824–1878), schottischer Offizier und Ornithologe
- Ashley Walden (* 1981), US-amerikanische Rennrodlerin
- Bengt Walden (* 1973), schwedischer Rennrodler
- Björn Walden (1934–2009), schwedischer Rennrodler und Sportfunktionär
- Chris Walden (* 1966), deutscher Jazzmusiker, Komponist und Arrangeur
- Donald Walden (1938–2008), US-amerikanischer Jazz-Tenorsaxophonist, Komponist sowie Musikpädagoge und Hochschullehrer
- Elisabeth Greiff-Walden, deutsche nationalsozialistische Funktionärin
- Erik Walden (* 1985), US-amerikanischer American-Football-Spieler
- Fritz Walden (1914–1992), österreichischer Publizist, Film-, Literatur-, Musik- und Theaterkritiker
- George Walden (* 1939), britischer Journalist und früherer Politiker der Conservative Party
- Greg Walden (* 1957), US-amerikanischer Politiker
- Gregory S. Walden (* 1955), US-amerikanischer Jurist, Wirtschaftsberater und Regierungsbediensteter
- Harold Walden (1887–1955), englischer Fußballspieler
- Harry Walden (1875–1921), deutscher Theaterschauspieler
- Herwarth Walden (Georg Lewin; 1878–1941), deutscher Schriftsteller, Verleger, Galerist, Musiker und Komponist
- Hiram Walden (1800–1880), US-amerikanischer Politiker
- Juuso Walden (1907–1972), finnischer Industrieller
- Karl Walden (* 1945), Schweizer Künstler
- Karl Rudolf Walden (1878–1946), finnischer General und Politiker
- Ludwig Kuckuck genannt von Walden (um 1802–zwischen 1878 und 1880), deutscher Verwaltungsjurist
- Madison Miner Walden (1836–1891), US-amerikanischer Politiker
- Marie Walden (Marie Henriette Rüetschi-Bitzius; 1834–1890), Schweizer Schriftstellerin
- Matthias Walden (Eugen Wilhelm Baron von Saß; 1927–1984), deutscher Journalist
- Max Walden, deutscher Sänger, Theater- und Filmschauspieler
- Monika Walden, deutsche Fernseh- und Hörfunkmoderatorin
- Myron Walden (* 1973), US-amerikanischer Jazzmusiker
- Narada Michael Walden (* 1952), US-amerikanischer Musiker
- Nell Walden (1887–1975), schwedisch-schweizerische Malerin und Kunstsammlerin
- Patrick Walden (1978–2025), britischer Gitarrist und Songwriter
- Paul Walden (1863–1957), lettischer Chemiker
- Phil Walden (1940–2006), US-amerikanischer Musikproduzent
- Ricky Walden (* 1982), englischer Snookerspieler
- Robert Walden (* 1943), US-amerikanischer Schauspieler
- Roger Walden († 1406), englischer Kleriker
- Rotraut Walden (* 1956), deutsche Architektur-Psychologin
- Sina Walden (1933–2024), deutsche Fernseh- und Buchautorin, Übersetzerin sowie Tierrechtsaktivistin
- Stanley Walden (* 1932), US-amerikanischer Komponist
- Tillie Walden (* 1996), US-amerikanische Comiczeichnerin
- W. G. Snuffy Walden (* 1950), US-amerikanischer Komponist
- William Walter Walden, englischer Fußballschiedsrichter